# Скорейко Юрій Георгійович
Юрій Георгійович Скорейко (21 липня 1959, Борівці, УРСР — 16 березня 2020, Чернівці, Україна) — громадський та політичний діяч Буковини.

## Біографія
Народився 1959 року в селі Борівці Чернівецької області. Після закінчення школи та служби в збройних силах навчався на історичному факультеті Чернівецького державного університету. Згодом працював на заводі «Електронмаш», а також у Чернівецькій ОДА, де пройшов шлях від головного спеціаліста до начальника управління з питань інформаційної політики та преси. Також був власним кореспондентом «Укрінформу» та заступником голови правління ВАТ «Красноїльський ДОК».
2002 року балотувався по мажоритарному округу до Чернівецької міської ради. Працював помічником народного депутата Петра Гасюка.
З квітня 2011 року по вересень 2015 очолював міську організацію ВО «Батьківщина».
У лютому 2013 року брав участь у довиборах до Чернівецької обласної ради. В листопаді 2013 року став одним з координаторів Чернівецького Євромайдану, а також був його постійним ведучим.
З травня по липень 2014 року очолював Кіцманську районну державну адміністрацію. Згодом брав активну участь в організації переходу УПЦ (МП) до ПЦУ релігійних громад сіл Бережонка, Бережниця, Шишківці та Михальча.
Взимку 2015 року заснував Фестиваль Майданівської колядки. В березні очолив виконком ради громадської організації «Майдан».
В лютому 2020 року став заступником голови Громадської ради при Чернівецькій ОДА.
Помер 16 березня 2020 року в Чернівцях після тривалої хвороби серця.

## Нагороди
Отримав відзнаку Чернівецької ОДА «100 років Буковинському віче». Кавалер Ордена святого Юрія Переможця. Нагороджений медаллю «На славу Чернівців» посмертно.